# 勒羅博倫火山
勒羅博倫火山是印度尼西亞的火山，位於弗洛勒斯島東部，行政方面由東努沙登加拉省負責管轄，海拔高度1,117米，在1881年火山爆發後沉寂超過一百年，最近一次火山爆發在2003年。

## 外部連結
- Global Volcanism Program （页面存档备份，存于）